# باتشامانكا
باتشامانكا (من كيتشوا باشا "الأرض" ، مانكا "وعاء") هو طبق بيروفي تقليدي يُخبز بمساعدة الأحجار الساخنة. يُعرف الفرن الترابي باسم هواتيا. يصنع بشكل عام من لحم الضأن، الألبكة، اللاما، جواناكو، فيكونا، لحم الخنزير، لحم البقر، الدجاج، أو خنزير غينيا، منقوع في الأعشاب والتوابل.
منتجات الأنديز الأخرى، مثل البطاطس أو chuño (البطاطا المجففة بشكل طبيعي) ، habas (الفاصوليا الخضراء الطازجة في القرون)، البطاطا الحلوة، الماشوا، الأوكا، أولوكو، الكسافا، الياكون، لسان الحمل، الهوميتاس (كعك الذرة)، يتم أحيانا" تضمين الذرة والفلفل الحار في الخبز.

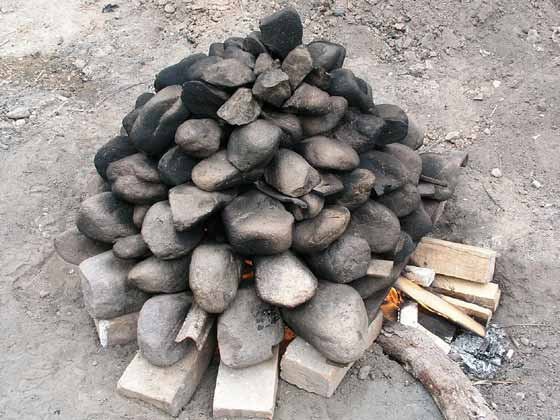

## أين يصنع الطبق
يصنع الطبق في المقام الأول في جبال الأنديز البيروفية الوسطى في ثلاث مناطق:
1) وادي هوالاغا العلوي، في هوانوكو ومنطقة باسكو، حيث يُصنع من لحم الخنزير ويتبل بالشينشو وهواكاتاي، وهما عشبان محليان.
2) في وادي مانتارو والمنطقة المجاورة حول مدن هوانكايو وتارما وجوجا؛ يستخدمون لحم الضأن وتوابل مختلفة.
3) في عدة أماكن بقسم أياكوتشو. في منطقة الأمازون البيروفية، وجبال الأنديز الجنوبية والشمالية، والساحل الصحراوي في الغالب، يعد الطبق غير شائع بسبب نقص الحطب أو نوع الحجارة اللازمة دون أي محتوى من الكبريت. يتم تغليف اللحوم في أوراق المارماكيلا أو الشينشو قبل وضعها في هذا النوع من المواقد الترابية.
تطور هذا الجزء المهم من المطبخ البيروفي، الذي كان موجودًا منذ عصر إمبراطورية الإنكا، بمرور الوقت أصبح استهلاكه الآن واسع الانتشار في جميع أنحاء بيرو الحديثة، حيث ظهرت الإختلافات الإقليمية في العملية الفنية للإنتاج، ولكن ليس في المكونات أو في طريقة الإعداد. لا يقتصر التحضير على بيرو فحسب، بل يوجد أيضًا في بلدان الأنديز الأخرى، مثل الإكوادور، مع بعض التعديل بالمكونات.

## طريقة التحضير
يتم تسخين الحجارة لمدة معينة، ثم يوضع اللحم على النار.
تكون النار مغطاة بالعشب والأرض، ويتم فتح الفرن الناتج بعد حوالي ساعتين. في الغالب يتم طهي كمية كبيرة من اللحم، ربما خروف كامل، لخدمة عدة أشخاص.